# Lucie Šafářová
Lucie Šafářová (Brno, 4. veljače 1987.) češka je profesionalna tenisačica.
Profesionalnu karijeru započela je 2002. godine i do sada ima četiri osvojena WTA turnira u pojedinačnoj konkurenciji (Gold Coast 2006., Estoril 2005., Forest Hills 2005. i 2008.). Najbolji ranking u karijeri joj je 17. mjesto iz kolovoza 2012. godine. Od nastupa na Grand Slam turnirima ističe se četvrtzavršnica Australian Opena 2007. godine.
Počela je igrati tenis već s tri godine. Isprva ju je trenirao njezin otac Milan, a danas joj je trener Rob Steckley.

## Stil igre
Šafářová je ljevakinja koja odigrava dvoručni backhand, što je čini neugodnom za igračice koje se ne pripreme na to. Također, ima kvalitetan top spin forehand. Uglavnom igra s osnovne crte, a preferira zemljanu podlogu.

## Vanjske poveznice
- Profil na stranici WTA Toura (engl.)
- Službena stranica  Arhivirana inačica izvorne stranice od 7. veljače 2011. (Wayback Machine) (engl.)(češ.)

### Ostali projekti
|  | Zajednički poslužitelj ima još gradiva o temi Lucie Šafářová |